# 日本の首領
『日本の首領』（にほんのドン）は、1977年1月10日に出版された日本の小説で、著作者は飯干晃一。"首領"の読みはスペイン語の"ドン"を由来としている。
日本映画では同年に東映で日本公開され、1977年から1978年まで全3作が制作されたヤクザ映画シリーズ。同年1月22日日本公開の#やくざ戦争 日本の首領が大ヒットしたため、続編が決定し三部作のシリーズ作品となった。

## 概要
第一部は山口組三代目組長・田岡一雄と山口組の全国制覇をモデルに、頂点に立つドンと彼の右腕の若頭・地道行雄を中心に、第二部では大阪と東京の二大暴力組織の闘いを、第三部では東西の対立に政財界のフィクサーが加わるという山口組に関わる出来事を集大成した壮大な内容となっている。ただし、三部作は現実の事件をいろいろヒントにしているが、山口組がモデルというより、山口組のイメージをベースとしたもの。第二部の経済事件は山口組とは無関係のフィクションも多い。プロデューサーの俊藤浩滋は「『日本の首領』は任侠映画でも実録映画でもなく、いうなれば両方の折衷みたいなシャシン」と話しており、1977年時点で既に確実にネタが行き詰っていた実録路線の、新たな方向性を模索したヤクザ映画といえる。脚本の高田宏治は本作は「"実録やくざ映画版オールスター映画"で、オールスターものはスケールが大きくなるだけでなく、芝居がかったドラマチックなものになるので、実録にとらわれず、原作を土台にしながら、大胆にフィクションを取り入れて脚本を書き上げた。その結果生まれた従来の実録映画にはないピカレスクな匂いを、やくざ映画を観なかった観客が喜んでくれた」などと話している。1982年の『制覇』も本シリーズ同様、山口組のイメージをベースに組織と家庭の内実に焦点を合わせた内容である。

## やくざ戦争 日本の首領

### ストーリー
関西最大の暴力団・中島組の事務所に、大手紡績会社・アベ紡績常務の島原嘉兵衛（西村晃）が訪れたのは、昭和41年（1966年）秋のことであった。首領である中島組組長・佐倉一誠（佐分利信）に、アベ紡績社長のスキャンダル問題の解決を依頼。その代償として、関西の優良企業グループ百社による親睦会を作り、半永久的かつ定期的な献金を申し出た。企業と暴力団の相互依存。しかし、中島組若頭・辰巳周平（鶴田浩二）は、あくまでも暴力による全国制覇の夢を抱きつづけているのであった。
戦災孤児から佐倉に実娘同然に育てられた養女・登志子（二宮さよ子）は暴力団組長という父親の立場が障害となり青年医師・一宮恭夫（高橋悦史）との縁談が頓挫しかけていたが、島原を仮親に立てて結婚にこぎつける。結婚式には党人派の小野伴水（神田隆）、右翼の大物・大山（内田朝雄）も顔を出す。その裏側で中島組の武力進攻が続く。関東の組織との対立は錦城会と関係が深い大山の政治団体結成の申し出を佐倉が拒絶したことで決定的となる。組員は15,000人を超えるが、辰巳の暴力で対立は深まり、列島は血で染まる。
辰巳の武力闘争への佐倉の反対、信頼していた迫田の自殺、奔放な末娘・真樹子（折原真紀）の麻薬トラブル、組織暴力壊滅を目指す警察の追及などによって、中島組傘下の各組は追いつめられ、次々と解散する。辰巳までも持病の悪化と警察の締め付けから、佐倉を救う唯一の道は解散しかないと覚悟する。佐倉の許しを得ず、辰巳は病床で解散声明を書こうとするが、一宮が辰巳に多量のモルヒネを注射。辰巳組解散を聞きつけた警察やマスコミが病院に押し掛けたのは、辰巳が息を引きとった後だった。『死因は何か？』と訊く佐倉に、一宮は「お父さん、私はファミリーの一員ですよ」と答えるのだった。

### 出演
- 【大阪・中島組】 （モデル・山口組）
  - 佐分利信（組長・佐倉一誠）（モデル・田岡一雄）
  - 二宮さよ子（一誠の長女・佐倉登志子）
  - 高橋悦史（登志子の夫/医師・一宮恭夫）
  - 折原真紀（一誠の次女・佐倉真樹子）
  - 東恵美子（一誠の妻・佐倉雪江）
  - 成田三樹夫（舎弟頭補佐/最高幹部・片岡誠治）
  - 織本順吉（舎弟頭/最高幹部・梅原権之助）
  - 林彰太郎（若頭補佐/最高幹部・兼田三次）
  - 小田部通麿（最高幹部・白川義雄）
  - 西田良（舎弟/最高幹部・舟瀬一郎）
- 【中島組系・辰己組】（モデル・地道組）
  - 鶴田浩二（組長/中島組若衆頭・辰巳周平）（モデル・地道行雄）
  - 市原悦子（組長の妻・辰巳キヨ）
  - 高並功（谷本正夫）
  - 松方弘樹（若衆/佐倉の秘書・松枝四郎）
  - 尾藤イサオ（佐倉付運転手・日暮美智夫）
  - 木谷邦臣（益田留蔵）
  - 藤沢徹夫（向井隆吉）
- 【中島組系・迫田組】（モデル・柳川組）
  - 千葉真一（組長/中島組幹部・迫田常吉）（モデル・柳川次郎）
  - 小林稔侍（舎弟・宗方敏之）
  - 成瀬正（若衆・木村利夫）
  - 矢吹二朗（若衆・張田軍大）
  - 福本清三（若衆）
  - 松本泰郎（金治）
  - 阿波地大輔（小林功）
  - 志茂山高也 （入江康夫）
  - 細川ひろし（松本直二）
  - 笹木俊志 （関野健太郎）
  - 風戸佑介 （宮園健）
  - 火野正平 （竹田芳夫）
- 【中島組系・宮之浦組】
  - 渡瀬恒彦（野溝武司）
  - 野口貴史（組長/中島組幹部・宮之浦一夫）
- 【アベ紡績】
  - 高橋昌也（社長・阿部直行）
  - 西村晃（常務・島原嘉兵衛）
  - 溝田繁（吉川）
- 【大阪・共和会】（モデル・明友会）
  - 今井健二（会長・文源昌）
  - 志賀勝（幹部・内田頼三）
  - 大矢敬典（小西市郎）
- 【岐阜・三浦組】
  - 小池朝雄（組長・三浦克之助）
  - 鈴木康弘（舎弟・植木隆太郎）
  - 白川浩二郎（若衆・木曾浩二）
  - 矢部義章（岩田光三）
  - 鳥居敏彦（石川一郎）
- 【東京・錦城会】（モデル・錦政会）
  - 菅原文太（理事・岩見栄三）（モデル・石井隆匡）
  - 小松方正（熱田支部長・木崎徳衛）
  - 品川隆二（増井常夫）
  - 有川正治（前川勇）
- 【高田・野崎組】
  - 北村英三（野崎藤男）
  - 国一太郎（南善次）
  - 桐島好夫（信田仙一）
- 【横須賀・根津組】
  - 曽根将之（入間利明）
  - 片桐竜次（武志）
  - 奈辺悟（和田徹夫）
- 【大阪府警察本部刑事部】
  - 梅宮辰夫（捜査第四課長・福島）
  - 地井武男（捜査第四課係長・川端）
  - 宮城幸生（捜査第四課刑事・土田）
  - 岩尾正隆（　　　〃　　　・矢野）
  - 秋山勝敏（　　　〃　　　・榊）
- 【横須賀警察署刑事第二課】
  - 田中邦衛（後藤刑事）
  - 大木晤郎（前田）
- 【政財界】
  - 金子信雄（衆議院議員・田口彰治）（モデル・田中彰治）
  - 神田隆（政民党副総裁・小野伴水）（モデル・大野伴睦）
  - 永田光男（檜木武男）
  - 内田朝雄（右翼の大物・大山喜久夫）（モデル・児玉誉士夫）
  - 志摩靖彦（鈴木社長）
  - 原聖四郎（森本社長）
  - 佐伯泰輔（和知社長）
- その他
  - 中村錦司（大松）
  - 橘麻紀（北村ユカ）
  - 三浦徳子（阿部美津）
  - 葵三津子（政江）
  - 奈三恭子（君弥）
  - 真鍋美保（津川あき江）
  - 沢野火子（小山京子）
  - 小田正作（田川高久）
  - 唐沢民賢（畠中）
  - 根岸一正（マスター）
  - 待田京介（殺し屋・三鷹厚司）
  - 鳥巣哲生（ガードマン）
  - 白井孝史（ディスコの学生）
  - 疋田泰盛（医師）
  - 友金敏雄（パーティー司会者）
  - 有島淳平（田口の秘書）
  - 新井義行（警官）
  - 寺内文夫、広瀬義宣（運転手）
  - 水戸康二（カメラマン）
  - 司裕介、蓑和田良太、波多野博、勝野健三（新聞記者）
  - 絵夢（杉田かおり）
  - 五城影二
  - 松村康世
  - 山村弘三
  - 簑和田良太
  - 鳥井敏彦
  - 大矢敬典
  - 新居芳行
- ナレーション
  - 森山周一郎

### スタッフ
- 企画 - 俊藤浩滋、日下部五朗、松平乘道、田岡満
- 原作 - 飯干晃一（光文社刊）
- 脚本 - 高田宏治
- 撮影 - 増田敏雄
- 照明 - 増田悦章
- 録音 - 中山茂二
- 編集 - 堀池幸三
- 美術 - 井川徳道
- 助監督 - 藤原敏之
- 記録 - 梅津泰子
- 装置 - 吉岡茂一
- 装飾 - 西田忠男
- 背景 - 西村和比古
- 振付 - 藤間勘五郎
- 協力 - 醍醐プラザホテル
- スチール - 木村武司
- 衣裳 - 岩逧保
- 美粧 - 池内豊
- 結髪 - 白鳥里子
- 演技事務 - 森村英次
- 擬斗 - 上野隆三
- 進行主任 - 伊藤彰将
- 音楽 - 黛敏郎、伊部晴美
- 演奏 - 東京交響楽団

### 製作
企画
企画は日下部五朗。1973年に岡田茂東映社長と俊藤浩滋がタッグを組んだ田岡一雄の自伝『山口組三代目』、1974年の『三代目襲名』二部作の映画化実現には日下部も度肝を抜かれたが、プロデューサーとして参加したこの二部作が、田岡組長を二宮金次郎的に、修身教科書的に描きすぎたという悔いが残っていた。もっと迫真的・暴露的に権力と暴力が渦巻く世界を見せて、実録といっても末梢神経を刺激するようなものでなく、登場人物を多くして大河小説的な大作を作ってみたいと企画をまとめ岡田社長に提出した。ところが岡田に「もう実録はあかんぞ」と却下された。日下部は実録とは違う球でいきたい、どうしてもやりたいと裏技で東映館主会のボスで、全興連会長の山田敏郎大旺映画社長に頼み込むと「わかった、おれが岡田に言ってやる」といってもらえ無事企画が通った。山田は城戸四郎が元気な頃は、城戸にぴったりし、城戸が亡くなると岡田にぴったり付き、時の権力者をうまく自分の懐に巻き込んで動かす業界の"裏ドン"であった。「城戸賞」も山田の提唱といわれる。企画はスケールの大きなヤクザ映画であったが、東宝が1976年2月に発生したロッキード事件を題材に『不毛地帯』（1976年8月14日公開）を作ったことで、それまで映画で著名な政治家やフィクサーを扱うのはタブーだったが、「東宝で出来るならウチでも」と、「ヤクザ誕生の背景と、ヤクザを利用していた政治家や財界人を暴く」と『不毛地帯』ばりの内幕ものに変更になった。製作費4億円。
タイトル
『週刊映画ニュース』1976年9月25日号に「1976年11月上半（10月30日～11月16日）『やくざの墓場』（『やくざの墓場 くちなしの花』）『世界最強の格闘技＝ザ・プロ空手』 （『世界最強の格闘技 殺人空手』）ここに『日本の首』を入れる予定だったが、これが大作なので1976年1月後半に移した」と書かれている。同時期の『映画時報』1976年9月号では『日本の首領』と書かれているため、『日本の首』の方がミスプリントなのかも知れない。また久しぶりのオールスター総動員映画になったため、シルバーウィーク予定が脚本を練り直し正月第二弾映画製作費2億円を投入と書かれており、当初の製作費を倍増したものと見られる。映画のタイトルは飯干の原作と同じ『日本の首領』のままでいく予定だったが、東京の東映の館主が「わけのわからん題名だ」と言うので、岡田が頭に"やくざ戦争"というサブタイトルをくっつけた。これがジャーナリストから「一ぺんに映画が小さくなった」「『仁義なき戦い』の総集編かな」「まったく必要ない」などと酷評された。岡田が"やくざ戦争"の前に付けていたサブタイトルは、"暴力ファミリー"であった。　
原作・脚本
日下部は「俊藤の下でやっていたら俊藤流の任侠映画になって駄目だ」と独自に旧知の飯干に、大阪を舞台に和製『ゴッドファーザー』といった趣きの原稿を書いてもらい、俊藤に提出するとOKとなった。またいつものように安全弁のため田岡満にプロデューサーとして参加してもらった。三部作全てに飯干が原作としてクレジットされているが、飯干が関わったのは第一部だけで、第二部、第三部は高田宏治のオリジナル脚本である。
キャスティング
日下部は田岡一雄をモデルとする組長役を鶴田浩二で、地道行雄をモデルとする若頭役を高倉健で構想し俊藤に頭を下げて頼むと「まかせておけ」と応えてもらえたが、高倉の出演がなかなか正式に決まらず。何度も念押したが結局ダメになった。高倉は1976年に東映を退社し俊藤の手に負えなくなっており、ヤクザ映画を嫌がっていた。やむなく鶴田を若頭にして組長役は最初は三國連太郎の名前が挙がり、監督の中島貞夫が頼みに行ったがけんもほろろに断られた。すると佐分利信はどうかというアイデアを俊藤が出した。佐分利はヤクザ映画とは結びつかない大物俳優で「やらないんじゃないか」と予想されたが、日下部が直接佐分利と交渉し、佐分利はマネージャーも兼務していてギャラ300万円で承諾した。中島貞夫の著書やインタビューでは最終的に中島と佐分利が会って長く話し、佐分利が出演を承諾したと話している。佐分利の抜擢には俊藤が晩年までそれを自慢していたといわれる。佐分利は何度も撮影をストップさせ、「最近の監督は映像、構図に走りすぎている。お芝居をしっかり撮ればいいんだ」と中島を説教した。鶴田は実録路線に批判的な意見を公言して、一切実録映画に出ていなかったが、1974年の『あゝ決戦航空隊』以来3年ぶりに映画出演した。中島と鶴田は1969年の『日本暗殺秘録』で天皇制の解釈を巡って揉め、以後10年の間撮影所で逢っても頭も下げない仲であったが俊藤の仲裁で仲直りした。完全にそれまでのわだかまりは解け、佐分利の扱いに苦しむ中島の擁護に回ってくれた。鶴田は敵の多い人物だったが、一度懐に飛び込むと非常に面倒見のいい人だったという。鶴田の命令通り動く非情冷酷な殺し屋に千葉真一。組織悪を知るインテリやくざに松方弘樹。鶴田の女房役には、佐分利の新興成金家庭と対比的な下世話な女房にするため市原悦子がキャスティングされた。麻薬に走り、色情に溺れてヤケになる佐分利の娘役に折原真紀が抜擢されている。
音楽
黛敏郎のテーマ曲は、初めて音楽にお金をかけた映画といわれるほど、オーケストラによる本格的なものだった。
興行形態
中島や高田らが、一本立て興行を主張したが、岡田社長が「1時間40分にせい」と至上命令を出して迫り、「切ったらわけ分らない」、「一本立ての時代です、一本に予算下さい」などと主張し衝突した。高田は脚本を投げ出しそうになったという。岡田も一本立て興行にしたかったが、興行者側から「どうしても二本立てにしてくれ」と抵抗され、二本立て興行にせざるをえなかった。二作目の『日本の首領 野望篇』製作発表の席で岡田が「前作（本作）の時に僕が一本立てで公開しようと言ったら、うちの支社長がこぞって反対したんだよ。ところが先般の関東館主会の時に、ある館主さんが『やくざ戦争 日本の首領』を何で一本立てにしなかったんだと言われて、こっちがビックリよ。だってその人だってその時は一本立てに猛反対してたんだからね。これには参ったよ。まあ当たったからいいようなもんだけどね。まあ東映はケースバイケースだが、第二作は一本立てでいく。だから製作費も宣伝費も超大型だ。何も一本立て大作は東宝や松竹だけじゃなく、東映だって作ろうと思えばいつでも作れるんだよ」などとと一席ぶった。映画界も大作一本立ての流れになるし、岡田も早く一本立て大作中心にしたかったが、東映は長年二本立ての量産で大いに稼いできたため、興行サイドは「本数余計に出してくれ」と要望を出してくるし、撮影所の長年やってきた量産体制をどう合理化して、収支を合わせるまで持っていくかでずっと悩んでいた。1977年の東映上半期の期待した番組が次々コケ、第二部の興行成績が第一部と変わらなかったため、岡田が興行者を納得させた。
第一部『やくざ戦争 日本の首領』は『毒婦お伝と首斬り浅』（主演：東てる美、監督：牧口雄二）との二本立てだったが、二作目『日本の首領 野望篇』から、東映では長らく続いた二本立て（三本立て）を、大作映画に限り一本立て興行とした。角川映画から一年遅れの実行であった。当時の『キネマ旬報』に「東映23年ぶりの一本立て興行」と書かれている。
興行成績・その他
東映では珍しい完成披露のデモンストレーションが大阪桜宮の太閤園で行われ、関西の東映館主、ジャーナリストら200人が招待された。岡田社長があいさつに立ち、「最近京都で作る映画が関西で当たらないのはジャーナリストが協力しないからだ」などと発言したが、実録映画が下火になっていた東映にとっては久々の大ヒットを記録、続編製作が決定しシリーズ化された。これを受けて日下部は先の東映館主会ボス・山田からの要求を聞き入れ、彼が後援する明治大学ラグビー部を舞台にした『ラグビー野郎』（矢吹二朗主演・清水彰監督、1976年5月15日公開）を製作したものの、同作は不振に終わった。

## 日本の首領 野望篇

### ストーリー
昭和四十六年、一宮病院を退院した中島組組長・佐倉一誠の盛大な全快祝賀パーティが開催された。構成員四百団体、一万二千人は全盛時にくらべやや減ってはいるものの、あいかわらず全国一の勢力を誇っていた。危機に追い込まれていた組をここまで再建したのは、一宮恭夫（高橋悦史）と松枝四郎（松方弘樹）であった。佐倉の退院を機に中島組の関東進出は急務となり、その第一歩として新組織「桜商事」を設立し、その指揮に松枝が当った。「桜商事」の目的は中央の政財界に強力なコネクションをつけることで、最初の仕事がジャパンシップ乗っ取りの介入だった。これをいち早く察知したのは東京の暴力団の大物、松風会会長・大石剛介（三船敏郎）だった。大石は東京の暴力団を連合する「関東同盟」を結成し、右翼の巨頭・大山規久夫を顧問に迎えた。大山は後藤通産大臣（浜田寅彦）に圧力をかけ、中島組が買占めたジャパンシップの株式の買戻しを強行する。「桜商事」の若宮洋一郎（にしきのあきら）がこの事件の餌食となって殺された。これがきっかけとなって、中島組対関東同盟の抗争は表面化するが、中島組内部では辰巳の死以来空席となっている若頭の地位をめぐって、野心と思惑が入りみだれる。

### 出演
- 【大阪・中島組】 （モデル・山口組）
  - 佐分利信（組長・佐倉一誠）（モデル・田岡一雄）
  - 東恵美子（一誠の妻・佐倉雪江）
  - 二宮さよ子（一誠の長女・一宮登志子）
  - 高橋悦史（登志子の夫/一宮病院院長・一宮恭夫）
  - 折原真紀（一誠の次女・佐倉真樹子）
  - ジョシュワ・ローム（真樹子の夫・アル・サンダース）
  - 野口貴史（舎弟・宮之浦一夫）
  - 鈴木康弘（舎弟・白川義雄）
  - 西田良（舎弟・舟瀬一郎）
  - 丘路千（桑野貴臣）
  - 笹木俊志（鹿田善行）
  - 福本清三（小林信男）
  - 松本泰郎（川島六郎）
  - 成瀬正 （梅島照夫）
  - 阿波地大輔（吉田晴夫）
  - 津野途（赤田良彦）
- 【横浜・中島組系桜商事(松枝商事）】
  - 成田三樹夫（会長/中島組舎弟頭補佐・片岡誠治）
  - 松方弘樹（社長/松枝組組長・松枝四郎）
  - 藤岡琢也（部長/松枝の舎弟/総会屋・樽井源吉）
  - にしきのあきら（片岡組若衆・若宮洋一郎）
  - 志賀勝（松枝組組員・村上三郎）
  - 星正人（松枝組組員・柴田和則）
  - 金沢碧（柴田の恋人・三浦かおる）（モデル・デヴィ夫人）
  - 田口計（北浜情報社長・鷲津玄竜）
  - 岸田今日子（姉小路尚子）
- 【加古川・中島組系河元組】
  - 嵐寛寿郎（組長・河元弥之助）
  - 奈三恭子（弥之助の妻・河元由紀子）
  - 菅原文太（若頭・天坊信助）
  - 野坂昭如（殺し屋・箕輪良行）
  - 橘麻紀（良行の妻・箕輪秋子）
  - 市川好郎（幹部・堪木直也）
- 【政財界】
  - ユセフ・トルコ（ガルダネソス大統領・スペル・アナンタ）（モデル・スカルノ）
  - 渡辺文雄（千葉市 東都銀行頭取・田代圭三）
  - 金子信雄（政民党幹事長・平山英格）（モデル・田中角栄）
  - 渥美国泰（五光汽船社長・瀬戸錬太郎）（モデル・河本敏夫）
  - 田島義文（五光汽船役員・小島正敏）
- ジャパンシップ（モデル・ジャパンライン/現商船三井前身のナビックスライン）
  - 安部徹（帝国興業会長・横川健太郎）（モデル・横井英樹）
  - 織田あきら（横川の息子・英樹）芸能人を恋人にする
  - 小沢栄太郎（アジアアラブ貿易の黒幕/武器石油ブローカー・岡山大造）（モデル・田中清玄）
  - 浜田寅彦（後藤通産大臣）
  - 芦田鉄雄（社民党代議士・荒崎至）（モデル・楢崎弥之助）
  - イフバル・ハニフ（アブドラ・ダルソノ）
  - 有島淳平（長野）
  - 中村錦司（奥田）
  - 河合絃司（沢田竜次郎）
  - 茂山千五郎（劉仁徳）
  - 志摩靖彦（友永）
- 【関東同盟】
  - 内田朝雄（顧問/右翼の大物・大山喜久夫）（モデル・児玉誉士夫）
  - 三船敏郎（理事長/松風会会長・大石剛介）関東ヤクザ組織を一本化し、大山の後継者候補になった元軍人
  - 藤村富美男（幹部・壇久太郎）
  - 小池朝雄（大石の舎弟・鬼沢明正）
  - 佐藤慶（大石の舎弟・関野礼行）
  - 小松方正（横浜伊勢佐木町真光会社長・真田重光）
  - 田中浩（総会屋・森川久蔵）
  - 白川浩二郎（望月慎介）
  - 木谷邦臣（門脇正夫）
  - 矢部義章（松本晋也）
  - 五十嵐義弘（中村忠）
  - 岩尾正隆（荒浜義一）
  - 疋田泰盛（岩野惣吉）
  - 広瀬義宣（山田正久）
  - 池田謙治（川端誠）
  - 志茂山高也（東野陽介）
- 【その他】
  - 西村泰治（高見勲）
  - 沢野火子（三保奈津子）
  - 岡本ひろみ（前田寿子）
  - ひろみ麻耶（本山アンナ）
  - 沙原里央（サリー）
  - 東竜子（きわ）
  - 有川正治（坂下常蔵）
  - 唐沢民賢（富永）
  - 大木晤郎（根本）
  - 友金敏生、宮城幸生（刑事）
  - 波多野博、青木卓、宮城健太郎（記者）
  - 勝野健三、司裕介、鳥居敏彦（男）
  - 星野美惠子（一宮病院受付）
  - 森源太郎（荒崎の秘書）
- ナレーション
  - 森山周一郎

### スタッフ
- 企画 - 俊藤浩滋、日下部五朗、松平乘道、田岡満
- 原作 - 飯干晃一（スポニチ出版刊）
- 脚本 - 高田宏治
- 撮影 - 増田敏雄
- 照明 - 増田悦章
- 録音 - 中山茂二
- 編集 - 堀池幸三
- 美術 - 佐野義和
- 助監督 - 藤原敏之、斉藤一重
- 記録 - 石田照
- 装置 - 三浦公久
- 装飾 - 西田忠男
- 背景 - 西村三郎
- スチール：中山健司
- 衣裳 - 岩逧保
- 美粧 - 田中利男
- 結髪 - 中沢妙子
- 演技事務 - 西秋節生
- 擬斗 - 上野隆三
- 進行主任 - 長岡功
- ファッショングラス提供 - ルソチカ
- 協力 - 東映俳優センター、京都 ブティック ミネ、神戸 クラブ「奈奈」　醍醐プラザホテル
- 衣装デザイン - 芦田淳[29]
- 音楽 - 薫俊郎、伊部晴美
- 演奏 - 東京交響楽団

### 製作
製作
『日本の首領』ヒットを受け、1977年3月11日、東映はやくざ映画超大作『日本の仁義』(6月公開予定)、『日本の残侠』(11月公開予定)、『新日本の首領』(来年1月公開予定)を"日本シリーズ三部作"として製作を決定したと発表した。このうち『日本の残侠』という映画だけが作られていないことから、公開時期を考えると本作のタイトルが当初、『日本の残侠』だったと見られる。
当時の併映作品の製作費が5000万～6000万円ぐらいだったので、その分を投入して一本立てのスタイルにした方がいいという意見が前作のときに出て、本作から大作の場合の一本立て興行が始まったと中島貞夫は著書に書いているが、中島は1967年に東映を退社してフリーになっており、部外者が東映の内部事情をどこまで知り得るのか分からない。岡田茂東映社長は業界誌のインタビューで「ウチが大作一本立て主義に方向転換した最大の理由は『八甲田山』（東宝配給）の成功がきっかけだ。橋本プロとか角川プロの両軍団の飛躍的な伸びは正直いって衝撃だったよ。と同時にプログラム・ピクチュア時代の終わりを感じたね。昨年などをみても、邦洋画こみで年間を通じてヒットした作品は12～13本だろう。この傾向は今年も同じだろう。この中に東映作品が何本入るかが課題で、そういう意味では出足の『柳生一族の陰謀』が大ヒットして17億円の配収をあげたのは大きな成果だった」などと述べている。1977年8月25日にあった製作発表の席で岡田は「第一作をはるかに上回るスケールの大作にし、11月一週に堂々一本立て興行する。このため製作費も宣伝費も莫大な金を投入する。とかく東映が暴れないと日本映画界は面白くないし、沈滞ムードになってしまう。この大作で乾坤一擲の大暴れをする」などと一席ぶった。
飯干の原作は一本目で終わり、スポーツニッポンに連載されていた高田の原作と映画が同時進行で製作が行われた。エッセンスは一本目で使い切っているため、かなりフィクションを入れていく作業になった。デヴィ夫人（演者：金沢碧）のモデルが出るなど、「それまでのやくざ映画にはなかった女たちのドラマを入れた」と高田は話している。本作に描かれた最大のエピソードは、スカルノ大統領を巡るインドネシアの戦後補償であるが、これには山口組は関わっておらず、この仕掛け人は自民党政権や伊藤忠商事に太いパイプを持っていた東日貿易社長・久保正雄で、久保は長嶋茂雄や高倉健の後援者でもあった。
キャスティング
目玉は三船敏郎の東映初出演。"松竹三羽烏"として大船調メロドラマをホームグラウンドにした知性派スター・佐分利信vs黒澤映画での超男性的な演技で国際的評価を獲得した"世界のミフネ"、ともに日本映画を代表する名優がスクリーン上で対峙する構図の実現は大きな話題を呼んだ。中島貞夫は当時三船プロダクションが経営が苦しく1978年の『犬笛』を三船プロが製作するため、中島が撮りに行く交換条件として、「菅原文太も貸しましょう、代わりに三船さんを」となって話が決まったと話しているが、先述のように中島はフリーの監督であり、東映から雇われただけの監督であり、東映の超大作の主要キャスティングが前記のような部外者の一言で決まるわけはない。中島は著書等で、岡田社長の東大の後輩で、岡田から東映改革の『切り込み隊長』として期待され、可愛がられていたという気安さもあるのか、関係者がほとんど故人になっているという気安さがあるのか、岡田の使いとしてやったようなことを端折って全て自分が決めたと書いていると考えられる。分かりやすい例がNHK大河ドラマ『勝海舟』に於ける松方の代役経緯である。当時の『キネマ旬報』には元々、第一部でキャスティングされたが、映画の公開が変更になってご破算になり、その後、俊藤が三船に何度も会い出演を要請し、1977年7月のモスクワ国際映画祭に岡田社長と三船が同行し、岡田が口説いて出演が決まったと書かれている。この頃、角川映画の大成功で、外部からの映画界進出を歓迎するムードに一変。三船プロを主宰する三船にとっても好ましい状況が出現し、本来の映画製作に乗り出せる、自身も「邦画に積極的に出演する、東映初出演はそのための第一歩だ」と話していた。三船は「東映のヤクザ映画は観たことない。菅原文太は当然名前は知ってるがグラビアで見たくらいだ」と話した。

### 宣伝
キャッチコピー
この日本に首領は二人いらない！

首領一族の血が日本を戦略する！
　
全国制覇なくして安眠はない！

巨大な野望がついに政財界の奥の院へ……
。

## 日本の首領 完結篇

### 出演
- 【大阪・中島組】 （モデル・山口組）
  - 佐分利信（組長・佐倉一誠）（モデル・田岡一雄）
  - 東恵美子（一誠の妻・佐倉雪江）
  - 二宮さよ子（一誠の長女・一宮登志子）
  - 高橋悦史（登志子の夫/医師・一宮恭夫）東京の東亜第一病院勤務
  - 遠藤太津朗（若頭・吉野隆吉）
  - 野口貴史（若頭補佐・宮之浦一夫）
  - 志賀勝（若頭補佐・白川義雄）
- 【中島組系川西組】総会ゴロ、サルベージ、整理屋、手形のパクリ、麻薬と手広く稼ぐ
  - 菅原文太（組長・川西明）大石剛介を撃ったことがあるが車椅子生活に（モデル・山本健一）[42]
  - 市川好朗（舎弟・東条進吉）
  - 寺田農（宮原商事社長・宮原宏）整理屋、高利貸し。
  - 田中浩（瀬川を名乗るパクリ屋・花山七郎）
  - 南道郎（信州銀行営業部長名乗るパクリ屋）
  - 有川正治（川西組系坂口組組長・坂口富蔵）
- 【関東同盟】 650の関東ヤクザが加盟する表向きは合法組織
  - 三船敏郎（理事長/松風会会長/大石興産社長・大石剛介）元軍人のヤクザ。
  - 桜町弘子（大石の妻・大石きく江）
  - 山本由香利（大石の娘・大石郁子）
  - 渡辺文雄（大石興産専務・中神敬志）
  - 待田京介（新藤組組長・新藤徳太郎）
  - 佐藤慶（長友一家組長・関野礼行）
  - 岩尾正隆（幹部・荒浜義一）
- 【政財界】
  - 片岡千恵蔵（特別出演）（右翼の黒幕・大山喜久夫）（モデル・児玉誉士夫）全国の博徒を束ねる大日本同志会（モデル・東亜同友会）の結成をもくろむ日本の首領。
  - 小林稔侍（大山の秘書・志賀竹之幼）
  - 金子信雄（政民党幹事長・平山英格）（モデル・田中角栄）総裁選に出馬
  - 成瀬正（四国平山会の司会者）
  - 仲谷昇（伊庭官房長官）
  - 西村晃（政民党中同会会長/前建設政務次官・刈田重徳）長野出身
  - 京唄子（刈田の妾/クラブのママ・庄内良子）
  - 織田あきら（刈田の庶子/ジゼルのマネージャー・庄内春夫）
  - 田口久美（春夫と同棲する混血歌手・ジゼル）
  - 相馬剛三（松原産業社長・松原太一郎）56歳
  - 永井秀明（松原産業役員・石渡）
  - 北村英三（松原産業の子会社社長・木村宇市）
  - 大谷直子（木村の娘・由紀子）
  - 田島義文（信州銀行常務・松井）
  - 安部徹（帝国興業会長・横川健太郎）（モデル・横井英樹）
  - 稲葉義男（住宅公団総裁・里見）
- 【検察】
  - 鈴木瑞穂（鬼島検事正）
- 【大阪府警本部捜査四課】
  - 小池朝雄（課長・藤井）
  - 宮城幸生（捜査員・杉町）
- 【その他】
  - 山本清（東亜第一病院内科部長・江本)
  - 中村錦司（三島武明）
  - 疋田泰盛（岩野惣吉）
  - 桐島好郎（村田保男）
  - 高田宏治（山根惣吉）
  - 大木晤郎（森田）
  - 細川ひろし（戸杉）
  - 森山秀幸（末永）
  - 高並功（三木）
  - 津野途夫（重松）
  - 笹木俊志（遠藤守和）
  - 白川浩二郎（桑野貴臣）
  - 川浪公次郎（舟瀬一郎）
  - 平河正雄（石川進一）
  - 幸英二（辻保明）
  - 池田謙治（松下勇次）
  - 司裕介（森山建司）
  - 勝野健三（門田肇）
  - 片桐竜次（ブラウン）
  - 奈辺悟（村上勝）
  - 志茂山高也（前田豊）
  - 河合絃司（島田隆男）
  - トニー・ダイヤ（ジェラード）
  - 大月正太郎（川添）
  - 稲垣陽子（吉見）
  - 森源太郎（杉）
  - 芦田鉄雄（リカルト・アベイラ）
  - 片岡五郎（マイク清島）
  - 穂高稔（近松）
  - 秋山勝俊（正木）
  - 蓑和田良太（青野）
  - 唐沢民賢（小山）
  - 榊淳（美枝）
  - 山科みゆき（邦子）
  - 星野美恵子（看護婦）
  - 島田秀雄（医師）
  - 大江光（老婆）
  - 友金敏雄（アナウンサー）
  - 堀越欣彦（川西の少年時代）
  - 壬生新太郎（新聞記者）
  - 下之坊正道（安藤）
  - 三浦徳子（松下しのぶ）
  - 戸田ユカ（誠子）
- ナレーション
  - 森山周一郎

### スタッフ
- 企画 - 俊藤浩滋、日下部五朗、松平乘道、田岡満
- 原作 - 飯干晃一（スポーツニッポン連載 スポニチ出版刊）
- 脚本 - 高田宏治
- 撮影 - 増田敏雄
- 美術 - 井川徳道
- 音楽 - 黛敏郎
- 編集 - 堀池幸三
- 助監督 - 清水彰

### 製作
キャスティング
撮影時に佐分利信の体調がよくなく、佐分利を中心とした話が書けず三船敏郎が主演になった。東映の宣材にも「三船敏郎8年ぶりの主演」と書かれた。三船、佐分利に対抗する、その上を行くような人物が欲しいと片岡千恵蔵の名前が挙がり、「御大はヤクザ映画は出ないだろう」という予想に反し「中島貞夫なら出る」と出演を了承した。片岡は1972年の『純子引退記念映画 関東緋桜一家』以来の映画出演だった。片岡は二作目で内田朝雄が演じた児玉誉士夫をモデルとする大山喜久夫を演じる。三船、佐分利、片岡のギャラが特に高く、一本立て大作でもサイパンロケが少数でしか行けないほど圧迫した。菅原文太は三部作でそれぞれ別の役柄で登場するが、この完結編でのモデルは山本健一である。三部作の脚本を担当した高田が総会屋の役で端役出演している。

## 影響
- 本シリーズから始める大作路線は「日本の〇〇」シリーズとして1977年『日本の仁義』、1979年『日本の黒幕』が続けて製作された[27]。

- 本シリーズは一本立て興行の始まりという点でも、それまでプログラムピクチャー体制を維持していた東映にとって1970年代後半に於けるエポック・メイキングな映画となった[20][29]。当時、角川映画の影響を受けて日本の映画界は日活を除き、全社一本立て興行を始めたが[29]、岡田茂はこの頃から角川春樹や西崎義展ら、外部プロデューサーとの提携を図っており[45][46][47]、さらにプログラムピクチャーを低予算で外注させるため[48]、1977年暮れ東映セントラルフィルムを設立させた[25][46][48]。この東映セントラルフィルムは独立プロに映画の製作を発注し[48]、自社製作の場合は黒澤満を長とするセントラル・アーツが行ったため[25][49]日活OBを中心としたセントラル・アーツは東映の撮影所（東京・京都撮影所）を使わず日活撮影所を使った[25][50]。このため東映の映画製作は急激に減った[43]。1978年には本作を含め『柳生一族の陰謀』、『宇宙からのメッセージ』、『冬の華』、『赤穂城断絶』の5本の一本立て興行があり、これが合計5ヶ月、春休みと夏休みの東映まんがまつりが計6週間、大映映画が3週間、東映セントラルフィルム製作が計6週間あり、東京・京都撮影所の作品数は前年の約半分、計13本になった[43]。これを受けて岡田は東京・京都撮影所の合わせて約250人の他事業部門への配置転換を実行した[51]。

- 本シリーズを観た角川春樹が1978年の『野性の証明』の脚本に高田宏治を招聘した[52][53]。

## エピソード
- 三船敏郎、佐分利信、片岡千恵蔵が同じ場面で競演した際には、挨拶の順は、1)三船（1920生、戦後デビュー）が二人に挨拶し、2)次に佐分利（1909生、1931デビュー）が片岡に「佐分利でございます」と挨拶して、3)最後に千恵蔵（1903生、1927デビュー）が「おう」と返事を済ませて大物同士の挨拶が済んだとされる[43][44][54]。

- 佐分利はどこのプロダクションにも所属しておらず、マネジメントなど全部自分でやっていた[20]。お金にもシビアで現場に煙草も持って来ず、現場でスタッフや俳優から1本ずつもらう[20]。クランクアップの日に下駄を履いてきて撮影で使ったいい靴を履いて帰る[20]。練馬の農協に全額お金を預けていたため、佐分利がお金を下ろしたら練馬農協は潰れるという噂があった[20]。

- 本作クランクアップ寸前の1978年7月11日にベラミ事件が起きた。